# イザベル・デ・コインブラ
イザベル・デ・コインブラ （Isabel de Coimbra, 1432年3月1日 - 1455年12月2日）は、ポルトガル王アフォンソ5世の最初の妃。

## 生涯
コインブラ公ペドロ（ドゥアルテ1世の弟）とウルジェイ（ウルヘル）女伯エリサベ（イザベル）の娘として生まれた。
1448年5月、従兄アフォンソと結婚した。翌1449年、夫によって父ペドロが戦死に追い込まれた。
アフォンソとの間には3子が生まれた。
- ジョアン（1451年 - 1455年）
- ジョアナ（1452年 - 1490年） - 別名聖ジョアナ。1695年、ローマ教皇インノケンティウス12世により列聖。
- ジョアン2世（1455年 - 1495年） - ポルトガル王

第3子ジョアンを出産から8ヶ月後、イザベルは急病となりそのまま没した。毒殺であるといわれている。